# OceanGate

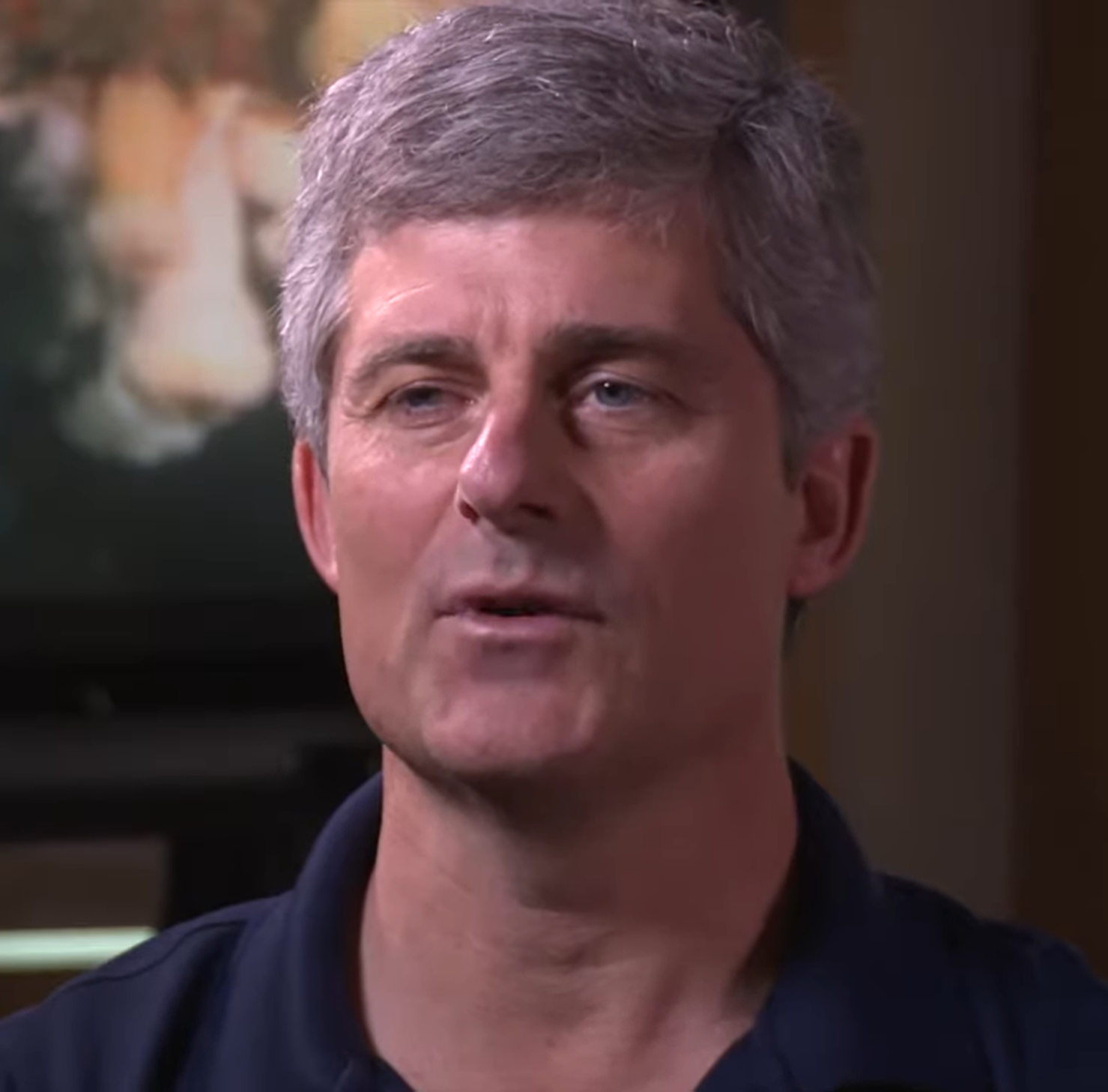
Соучредитель компании OceanGate Inc. Стоктон Раш.

OceanGate Inc. — компания США, которая работала в сфере подводного туризма, организации научных глубоководных экспедиций, а также предоставляла решения для подводных погружений с экипажем для промышленности и исследований. Компания была основана в 2009 году Стоктоном Рашем, впоследствии погибшим в глубоководном аппарате «Титан».

## Деятельность
С 2021 года компания OceanGate занималась организацией погружений с туристами к месту крушения лайнера «Титаник». На 2022 год цена такого путешествия составляла $250 тыс. на человека.
В сентябре 2022 года компания OceanGate опубликовала видео затонувшего лайнера «Титаник» в высоком разрешении 8K, снятое исследователями. На видео можно разглядеть нос корабля, якорь левого борта, первый корпус, огромную якорную цепь, грузовой отсек номер один и прочные бронзовые опоры, а также то как разрушается корпус корабля под воздействием времени, соленой воды, давления и микробов.

### Крушение «Титана»
18 июня 2023 года произошло крушение подводного аппарата «Титан», на борту которого находились 5 человек, осуществлявших очередное глубоководное погружение к месту крушения лайнера «Титаник». Позже обломки разрушенного имплозией аппарата были найдены на дне океана, в 488 метрах от носовой части «Титаника».